# Білецький Андрій Михайлович
Білецький Андрій Михайлович (15 червня 1847, Стрий — 19 травня 1926, Львів) — провідний діяч Греко-католицької церкви, генеральний вікарій, препозит, архипресвітер, офіціал львівської капітули, домовий прелат його святости Папи Римського, совітник і референт митрополичої консисторії. Керівник Львівської архиєпархії. Кавалер командорського хреста Ордена Франца Йосифа.

## Біографія
Закінчив Стрийську початкову школу і Львівську гімназію у 1866 році. Подальша освіта — Віденський університет, теологічний факультет, 1866–1871 рр.
Місце роботи, посада — Львівська архиєпархія, Собор святого Юра — генеральний вікарій, препозит, архипресвитер, офіціал львівської капітули, домовий прелат його святости Папи Римського, совітник і референт митрополичої консисторії.
О. митрат Андрій Білецький тричі керував Львівською архиєпархією:
у 1898 році — після смерті митрополита Сильвестра Сембратовича, у 1900 році — після смерті митрополита Юліана Куїловського, Засідав як віриліст у Галицькому Сеймі під час сесії 1898—1899 років (після смерти митрополита Сильвестра Сембратовича).

У 1914–1917 рр. — на час арешту і заслання російською окупаційною владою митрополита Андрея Шептицького до Росії. Загалом чверть століття був генеральним вікарієм (першим заступником) при митрополиті Андрею Шептицькому.
Відмовився на свято Миколая 1914 року многоспівно вітати царя Ніколая ІІ під час Служби Божої, яку правив у храмі Святого Юра.
Помер 19 травня 1926 року. Похований на Личаківському цвинтарі у гробниці Львівської капітули, де покоїться разом з митрополитами Григорієм Яхимовичем, Спиридоном Литвиновичем, Юліаном Сас-Куїловським та кількома десятками єпископів і крилошан Митрополичої Капітули.